# Progetto RepRap

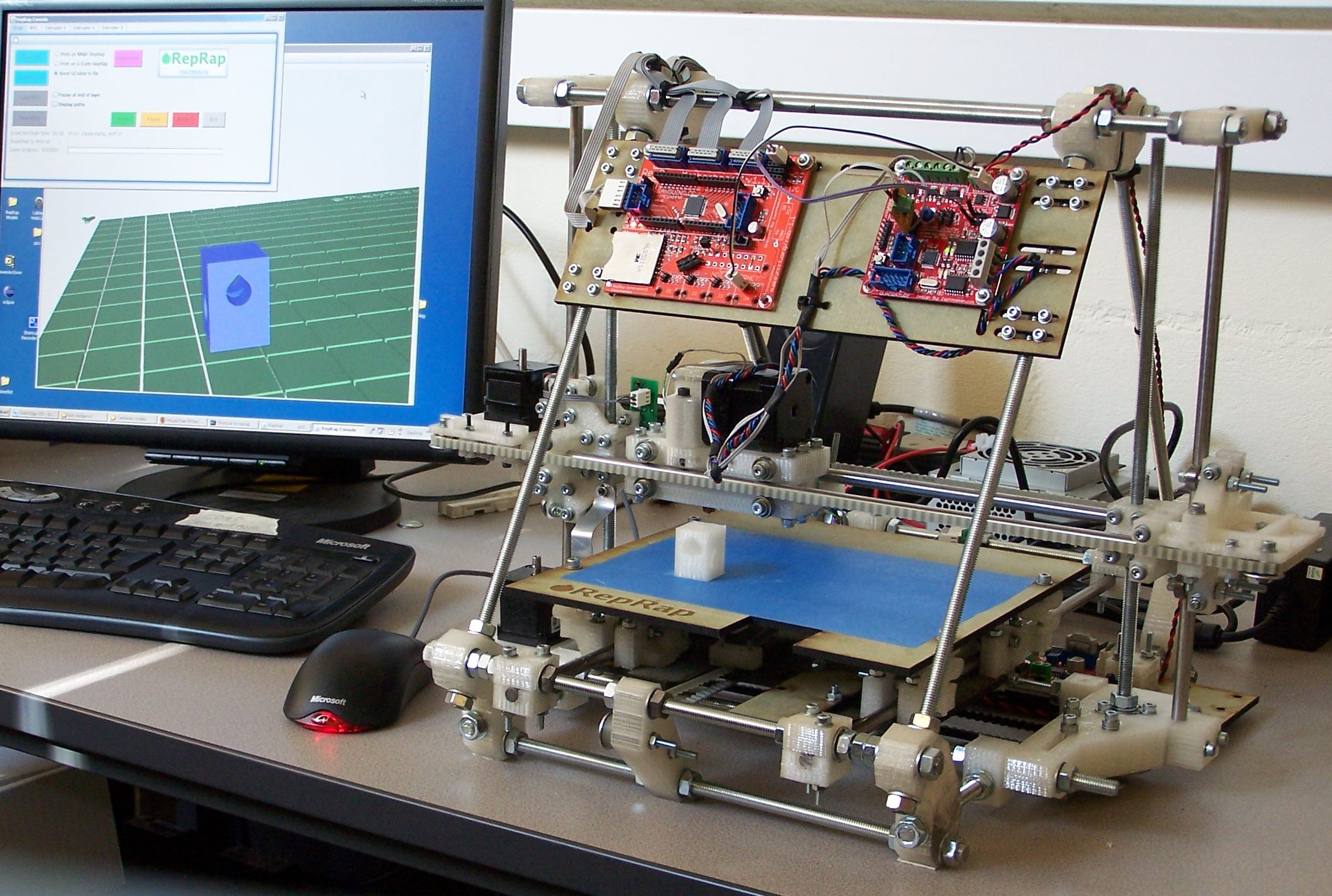
Versione 2 'Mendel' che trattiene un oggetto fisico stampato di recente

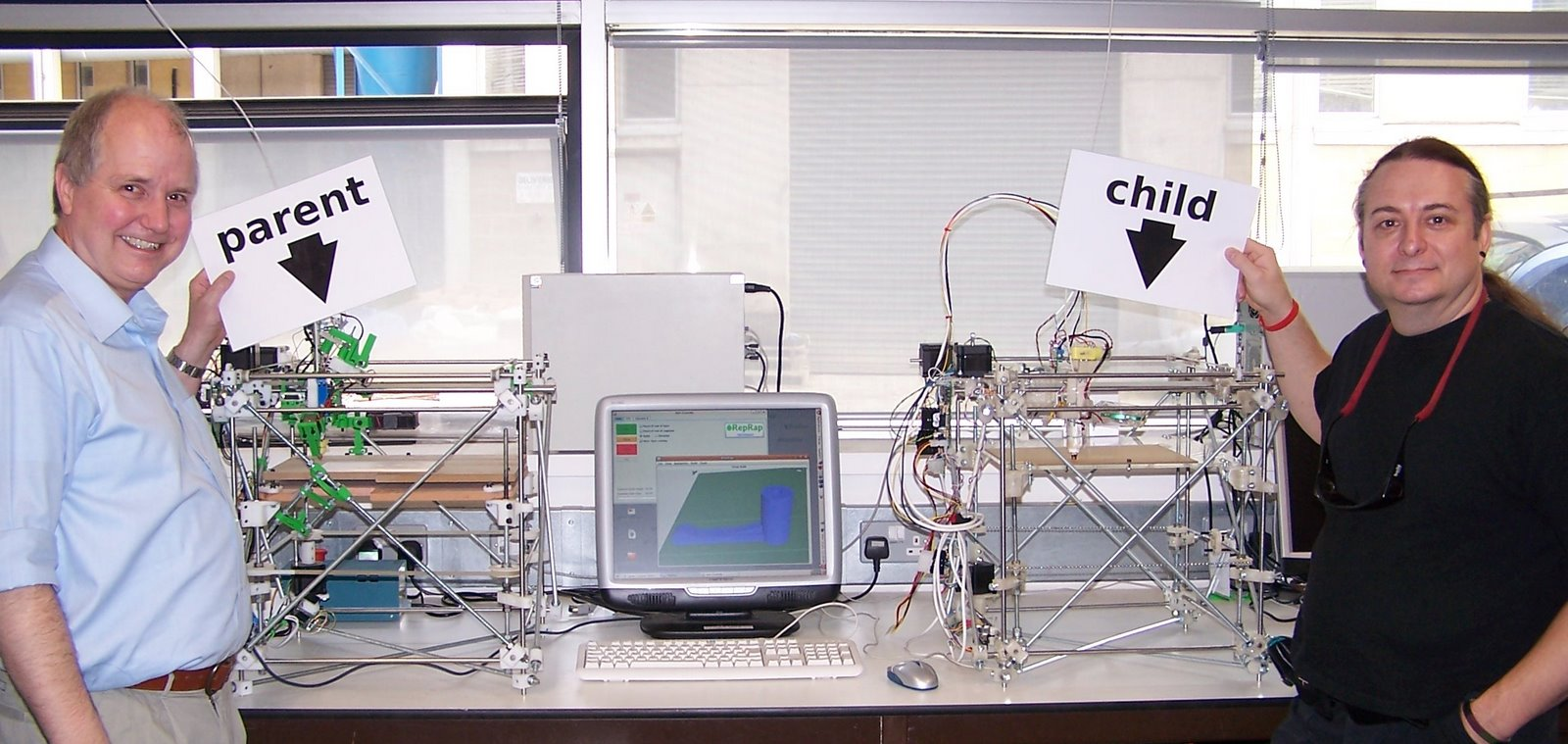
Adrian Bowyer (a sinistra) and Vik Olliver (a destra) sono membri del progetto RepRap. Tutte le parti plastiche della macchina sulla destra sono state prodotte dalla macchina a sinistra.

Il Progetto RepRap (in inglese: RepRap Project, abbreviazione di Replicating Rapid Prototyper, "prototipatore rapido a replicazione"), è un'iniziativa finalizzata a sviluppare una stampante 3D che produca da sé la maggior parte dei suoi stessi componenti. Tutti i lavori creati nell'ambito di questo progetto sono pubblicati con licenze open source.
RepRap fu fondato nel 2005 dal dottor Adrian Bowyer, un Senior Lecturer in ingegneria meccanica alla Università di Bath, nel Regno Unito..
Al 2009, sono state rilasciate due stampanti 3D: Darwin, nel marzo 2007, e Mendel nell'ottobre 2009.
Gli sviluppatori le hanno chiamate così in onore dei biologi che hanno contribuito a teorizzare l'evoluzione delle specie.
Il 31 agosto 2010 viene ufficializzato il nome della terza generazione di stampante 3D in sviluppo: Huxley.
Grazie alla capacità di autoreplicazione, gli autori immaginano la possibilità di distribuire economicamente unità RepRap ai privati e alle comunità, dando loro la possibilità di creare (o scaricare da Internet) prodotti complessi, senza bisogno di costose infrastrutture industriali.

## Scopo

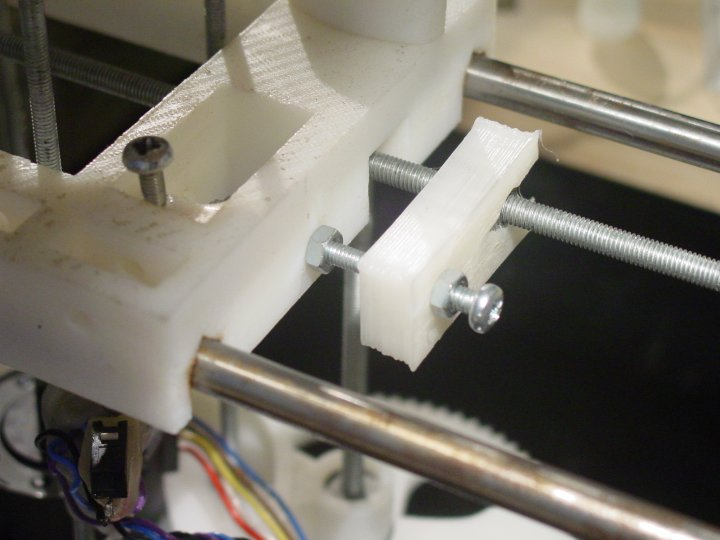
Primo pezzo fatto da una Reprap per fabbricare un Reprap, creato dal prototipo Zaphod, da Vik Olliver (13 settembre 2006)

L'obiettivo dichiarato del progetto RepRap è di produrre un dispositivo autoreplicante che dia la possibilità, a chiunque disponga di una piccola somma di denaro, di avere a disposizione un piccolo sistema produttivo, tramite il quale poter creare da sé gli oggetti di cui si necessita per la vita di tutti i giorni.
La natura autoreplicativa di RepRap potrebbe anche facilitare la sua diffusione virale e condurre a un cambiamento di paradigma nella progettazione e produzione di prodotti di consumo: da un'unica fabbrica di produzione di prodotti brevettati a una produzione personale di prodotti senza brevetto e con specifiche 'aperte', di libero accesso.
Grazie all'apertura di queste nuove possibilità per le persone, si potrebbe ridurre di molto il tempo necessario per la fase di miglioramento dei prodotti e permettere una maggiore diversità di prodotti, permettendone la produzione di nicchia.
Da un punto di vista teorico, il progetto tenta di dimostrare la seguente ipotesi:
La Prototipazione rapida e le tecnologie di scrittura diretta sono sufficientemente versatili da permettere di essere usate per fare un Costruttore universale di Von Neumann..

## Costi
A maggio 2010, un prototipo 3D commerciale di fascia bassa (prodotto dalla Z corporation o dalla Dimension) costa intorno ai 20.000 dollari statunitensi, senza contare il prezzo dei materiali e dei solidificatori, che possono costare altri 1500$.
La fabbricazione di prototipi tramite queste macchine commerciali di fascia bassa costa intorno ai 2$ per centimetro cubo.
Le macchine prototipanti 3D prodotte dal progetto RepRap, e accompagnate dal software open source, costano intorno ai 400$ e possono fabbricare oggetti intorno al costo di 0,02$ per centimetro cubo.
La tecnologia usata da RepRap è una variante della modellazione a deposizione fusa (FDM).

## Hardware

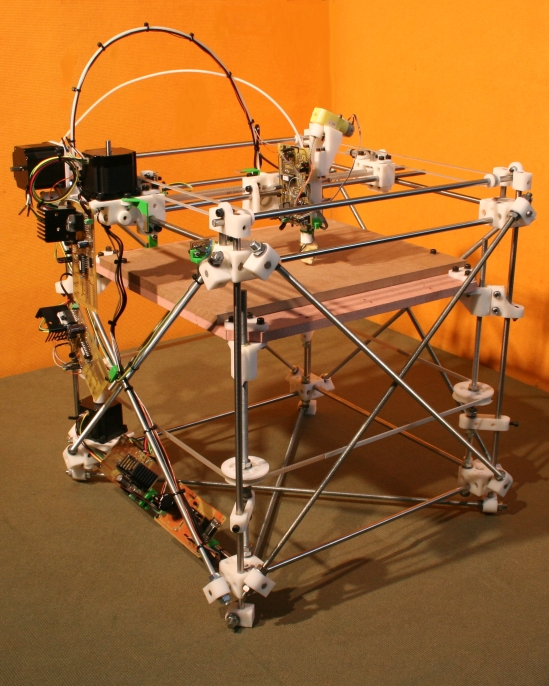
La stampante 3D Darwin

"RepRap" è l'abbreviazione di Replicating Rapid-prototyper (prototipatore rapido replicante). Come un qualsiasi progetto open-source destinato a favorire l'evoluzione, esistono molte varianti e il progettista è libero di apportare proprie modifiche e sostituzioni. Tuttavia, le stampanti 3D RepRap sono generalmente composte da un estrusore termoplastico montato su un computer che utilizza un sistema di riferimento cartesiano XYZ. La piattaforma è costruita da barre in acciaio e borchie collegate da parti in plastica stampata. Tutti e tre gli assi sono guidati da motori passo-passo, in X e Y attraverso una catena di distribuzione, e in Z attraverso una vite.

### Estrusore Termoplastico
Al cuore del RepRap c'è l'estrusore termoplastico. I primi estrusori per la RepRap usavano un motore a corrente continua guidato da una vite saldamente pressata contro un filamento di plastica, che lo forzava a passare in una camera riscaldata di fusione e attraverso uno stretto ugello di estrusione. Tuttavia, i motori a corrente continua non possono essere avviati o arrestati velocemente, e sono quindi difficili da controllare con precisione. Pertanto, i più recenti estrusori guidano il filamento utilizzando motori passo-passo, premendolo tra un rotante scanalato, o un albero zigrinato, e un cuscinetto a sfera.

### Elettronica

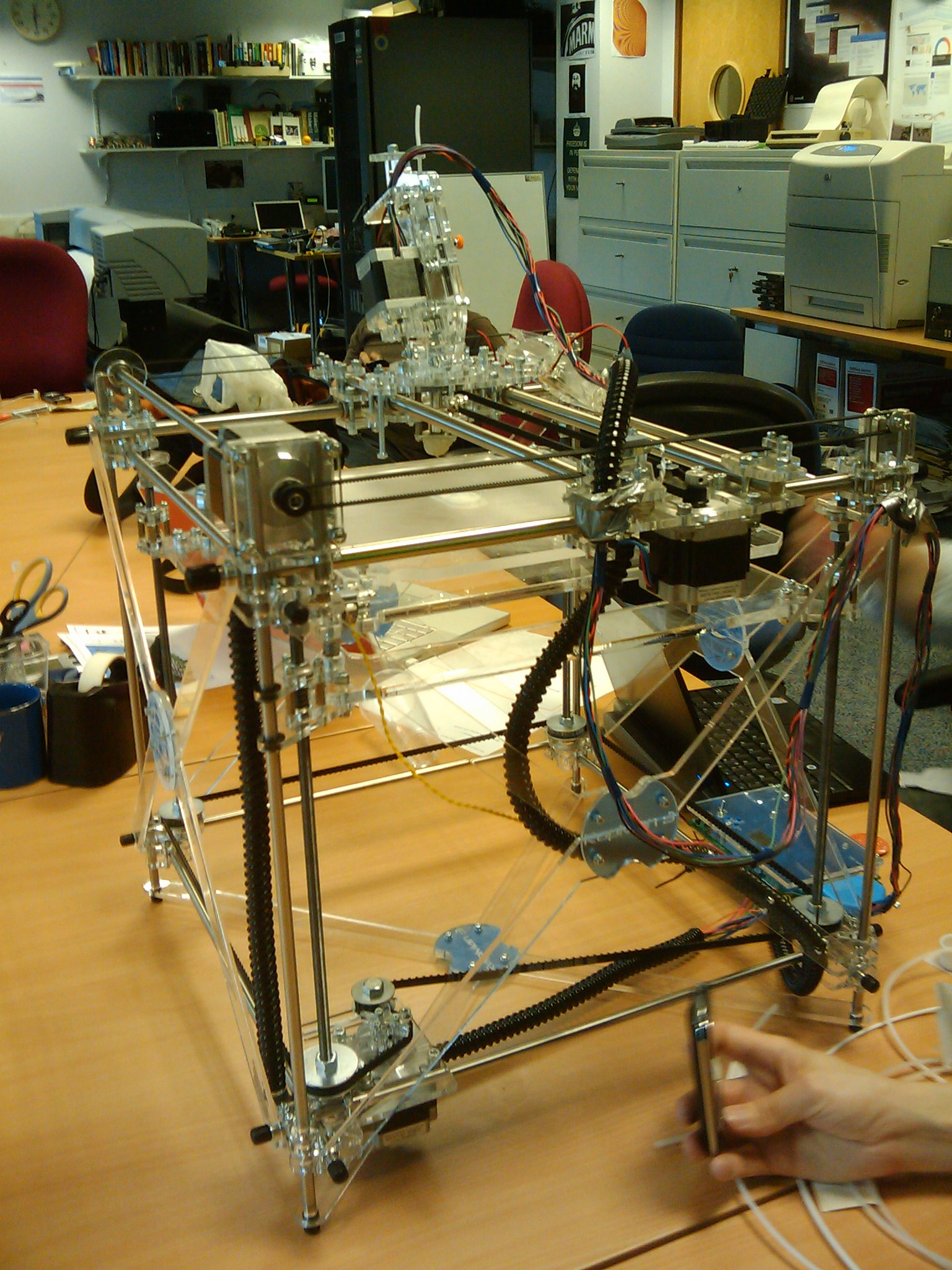
Repstrap

L'elettronica RepRap è basata sulla popolare piattaforma hardware open source Arduino, con schede aggiuntive per il controllo dei motori passo-passo. La versione attuale utilizza una scheda madre derivata da Arduino, chiamata Sanguino e una scheda personalizzata addizionale Arduino per il controller dell'estrusore. Questa architettura consente l'espansione di estrusori aggiuntivi, ognuno con il proprio controller.

### Repstrap
Una stampante 3D costruita per produrre RepRap, ma che non è a sua volta composta da parti stampate, è spesso indicata dalla comunità RepRap come RepStrap (che sta per "bootstrapped RepRap").. Alcuni progetti RepStrap sono simili a quelli di Darwin o Mendel, ma sono stati modificati per essere prodotti tramite fogli tagliati al laser o parti fresate. Altri, come Makerbot, hanno alcuni elementi in comune con RepRap (specialmente componenti elettroniche), ma anche una struttura meccanica completamente riconfigurata.
Un esempio di RepStrap è l'HydraRaptor.

## Stampanti 3D

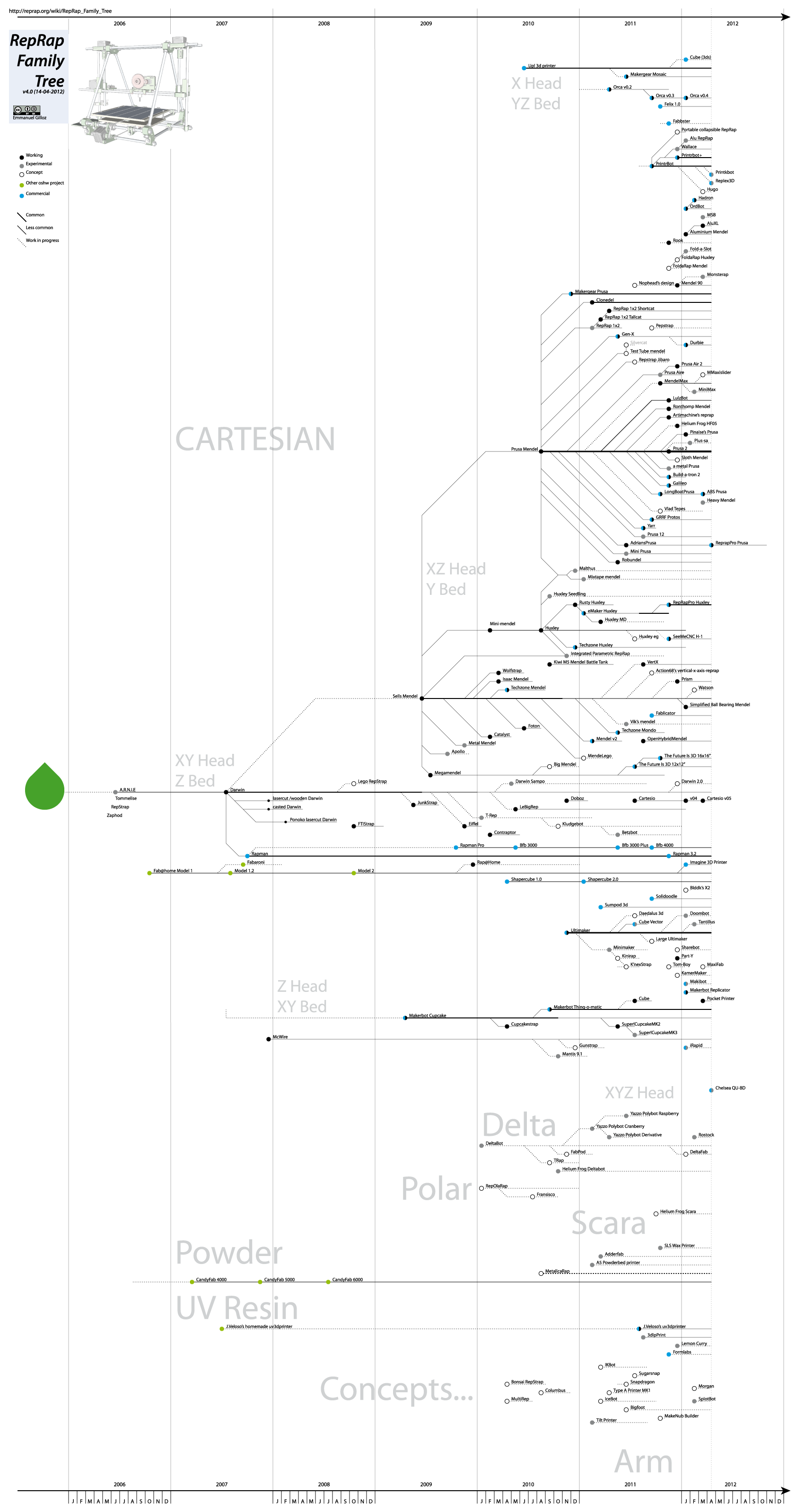
Famiglia di stampanti RepRap

### Darwin

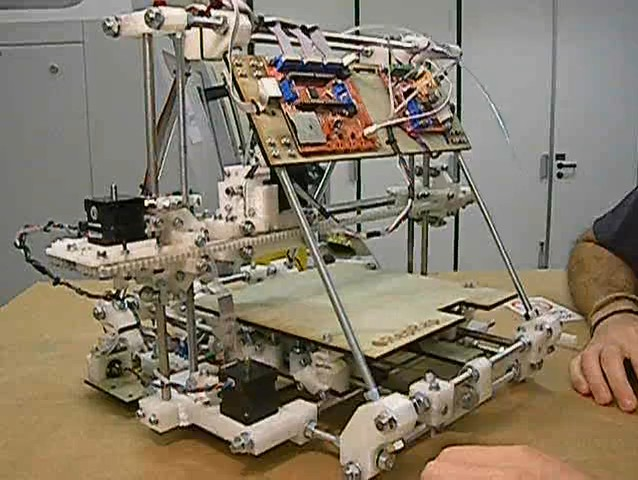
La stampante 3D Mendel

Il primo rilascio pubblico di RepRap, Darwin, ha un cavalletto che si muove lungo gli assi X e Y, montato sopra un piano di stampa in movimento sull'asse Z. L'asse Z di Darwin è limitato da una vite in ogni angolo, viti che sono legate assieme da cinghie dentate in modo da girare all'unisono. I componenti elettronici sono montati sui supporti d'acciaio del parallelepipedo esterno e su una seconda piattaforma alla base. Nel tentativo di minimizzare il numero di componenti non auto-stampati (o "vitamine"), Darwin utilizza su ognuno dei suoi assi dei cuscinetti a strisciamento stampati.

### Mendel

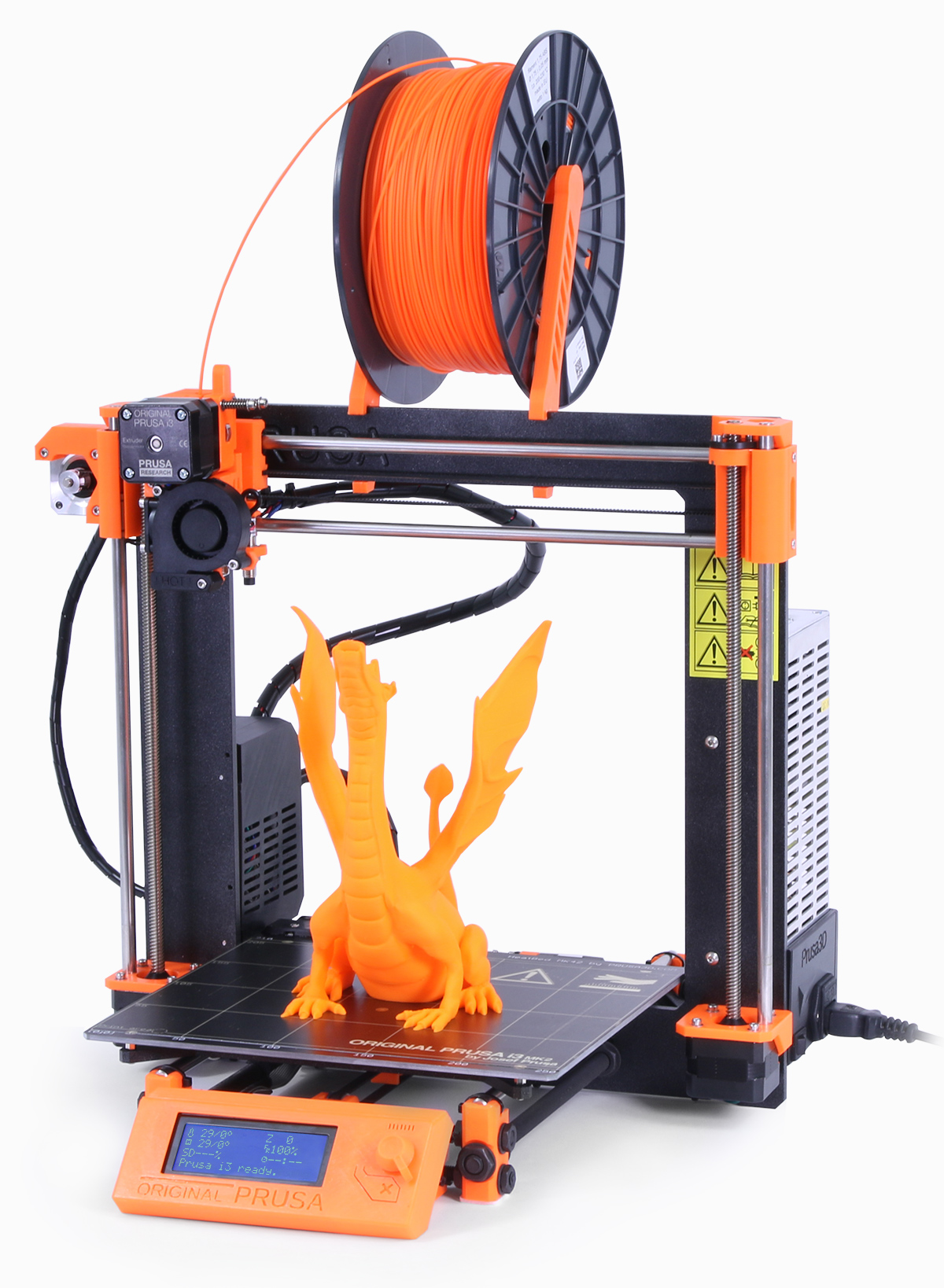
Prusa i3

Mendel ha sostituito i cuscinetti a strusciamento di Darwin con dei cuscinetti a sfera, utilizzando un preciso design che permette di minimizzare l'attrito e che tollera il disallineamento. Ha inoltre riorganizzato gli assi in modo che il piano scivoli in orizzontale sull'asse Y, mentre l'estrusore si muove su e giù e in direzione X. Questo rende Mendel meno sbilanciata e più compatta di Darwin; questa modifica, inoltre, rimuove anche il vincolo delle viti sui quattro assi Z, presente in Darwin.

### Prusa Mendel (iteration 1)
La Prusa Mendel (iteration 1) è una versione più semplice della Mendel originale. Utilizza boccole stampate invece dei normali cuscinetti, anche se è possibile sostituirle con degli economici cuscinetti lineari LM8UU. I tre cuscinetti a sfera 624, uno per l'asse X e due per l'asse Y, sono stati sostituiti con dei cuscinetti a sfera 608. Questa nuova versione punta a semplificare la costruzione, la modifica e la riparazione della stampante.

### Prusa Mendel (iteration 2)
Nella seconda versione sono state apportate alcune migliorie.  Molte parti sono state rese push-fit, ovvero scorrevoli, per facilitarne la sostituzione. Il secondo piatto di stampa è stato sostituito da un piatto riscaldante e le cinghie ora sono di tipo GT2.

### Prusa i3
La Prusa i3 comprende gli insegnamenti appresi dai due precedenti modelli Prusa, così come da altri popolari progetti RepRap. Rispetto alla Prusa Mendel (iteration 2) è stato sostituito il telaio per garantire una maggiore rigidità e prevenire contraccolpi dell'asse X.
Poiché questa versione è diventata molto popolare, molte persone hanno creato delle varianti. Le principali sono: Prusa i3 Rework, Prusa i3 Hephestos e I3Berlin.

### Ormerod 1 e 2

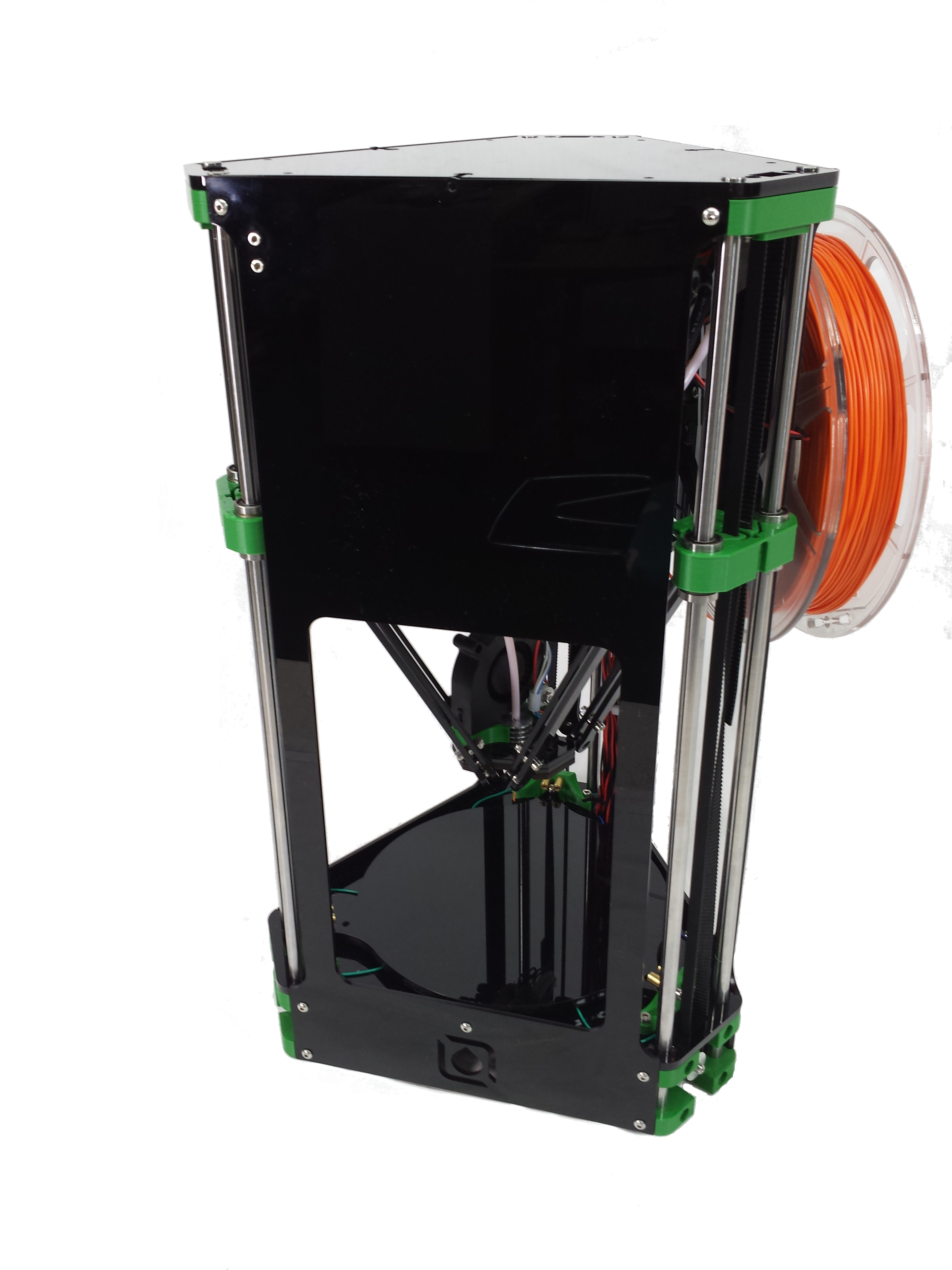
RepRap Fisher

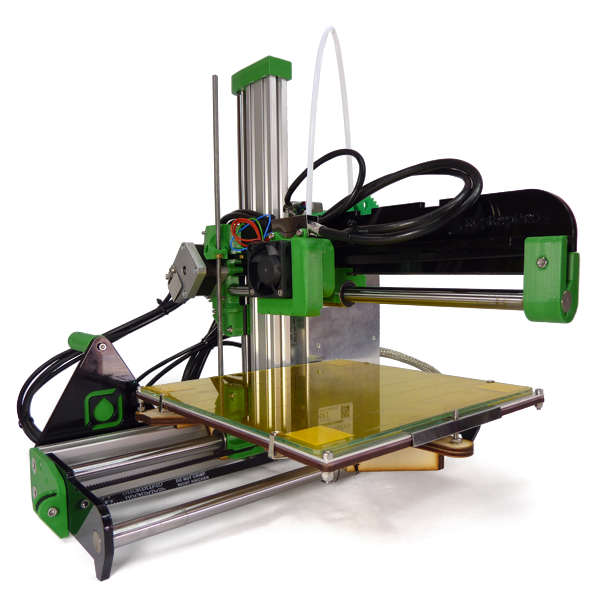
RepRap Ormerod 2

### Fisher

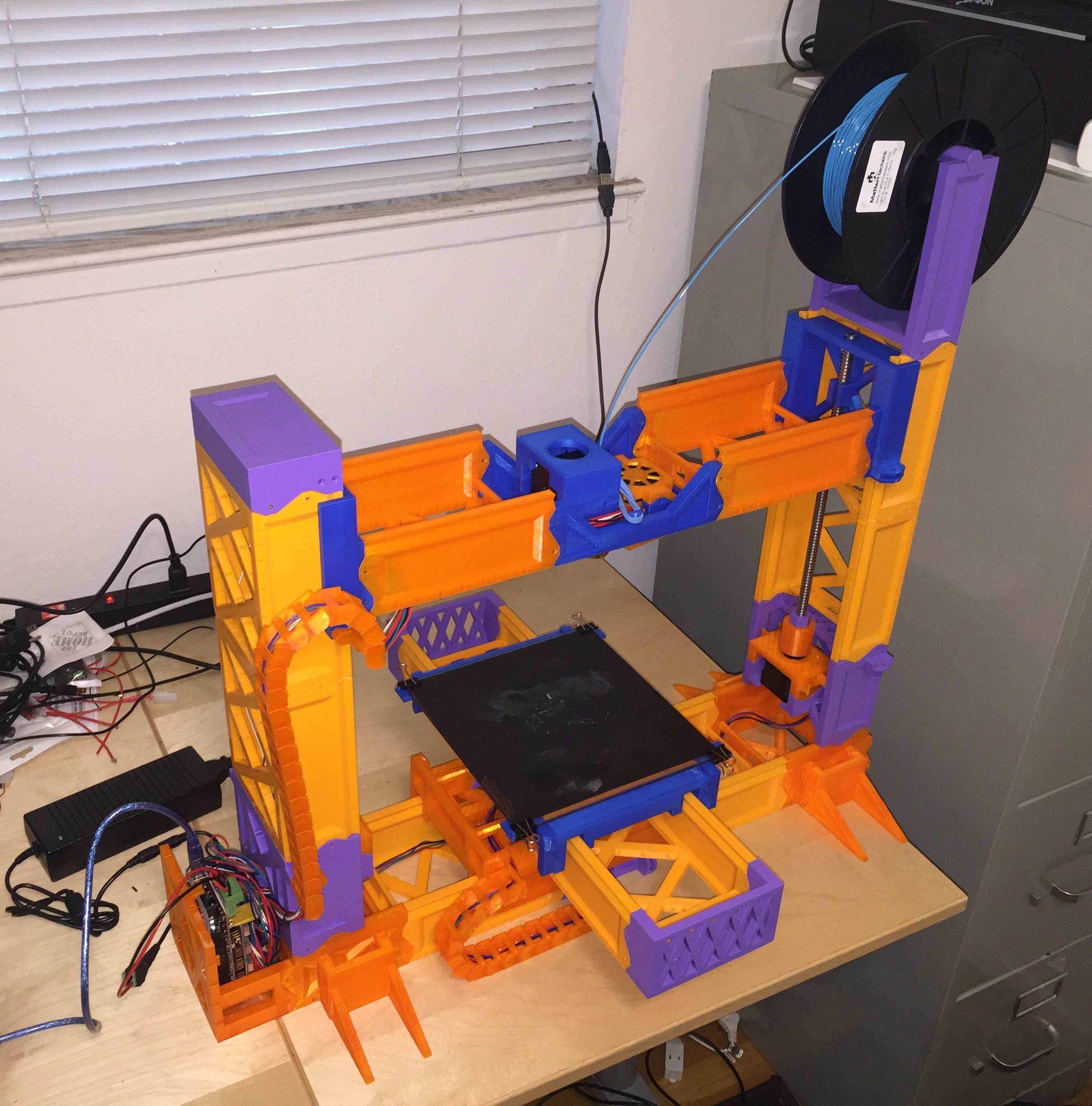
RepRap Snappy 0.9

## Software

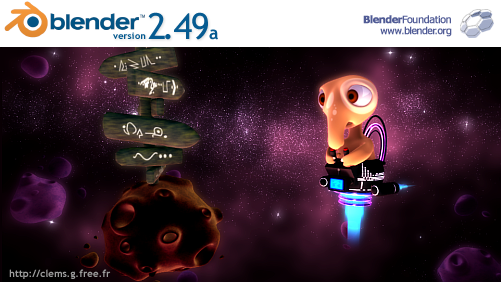
Blender, programma open source di modellazione 3D

RepRap è stato concepito come un completo sistema replicante, piuttosto che come un semplice pezzo hardware. A tal fine, il sistema include un software di computer-aided design (CAD), nella forma di un sistema di modellazione 3D, un software di computer-aided manufacturing (CAM), e driver che convertono i progetti degli utenti in una serie di istruzioni per l'hardware RepRap, che li trasforma a sua volta in oggetti fisici.
Due diversi strumenti CAM sono stati sviluppati per la RepRap. Il primo, chiamato semplicemente RepRap Host, è stato scritto in Java dallo sviluppatore Adrian Bowyer. Il secondo, Skeinforge, è stato scritto in maniera indipendente da Enrique Perez. Entrambi sono sistemi completi per la trasformazione dei modelli computerizzati 3D in G-code, il linguaggio macchina che comanda la stampante.
In teoria può essere usato qualsiasi CAD o programma di modellazione 3D con RepRap, a condizione che sia in grado di produrre file di tipo STL. I creatori di contenuti possono utilizzare qualsiasi strumento a loro familiare, siano essi programmi CAD commerciali, ad esempio SolidWorks, o programmi di modellazione 3D open source come Blender.

## Materiali
RepRap stampa oggetti attraverso acrilonitrile butadiene stirene (ABS), acido polilattico e altri simili polimeri termoplastici.
L'acido polilattico presenta vantaggi ingegneristici dovuti a elevata rigidità, minima deformazione e colore traslucido. È anche biodegradabile e di origine vegetale.
A differenza della maggior parte delle macchine commerciali, gli utenti RepRap sono incoraggiati a sperimentare metodi per la stampa di nuovi materiali e a pubblicare i risultati. In questo modo sono stati sviluppati metodi per la stampa di materiali diversi (come la ceramica)
Esistono inoltre dei particolari estrusori che consentono di stampare cioccolato pre riscaldato.
Il progetto RepRap non ha ancora identificato un materiale di supporto idoneo a integrare il proprio processo di stampa.

### Materiali elettroconduttivi
Stampare anche componenti elettronici è uno degli obiettivi principali del progetto RepRap, così che possa realizzare autonomamente i propri circuiti. Sono stati proposti diversi metodi:
- Lega di Wood o Lega di Field: leghe metalliche a basso punto di fusione per incorporare circuiti elettrici in un componente mentre lo si sta producendo.
- Polimeri riempiti d'argento: sono comunemente utilizzati per la riparazione di circuiti stampati e sono contemplati anche per l'uso di tracce elettricamente conduttive.
- Estrusione diretta dello stagno.
- Fili conduttori: durante il processo di stampa possono essere posati in un componente grazie a una bobina.

## Come costruire una Reprap

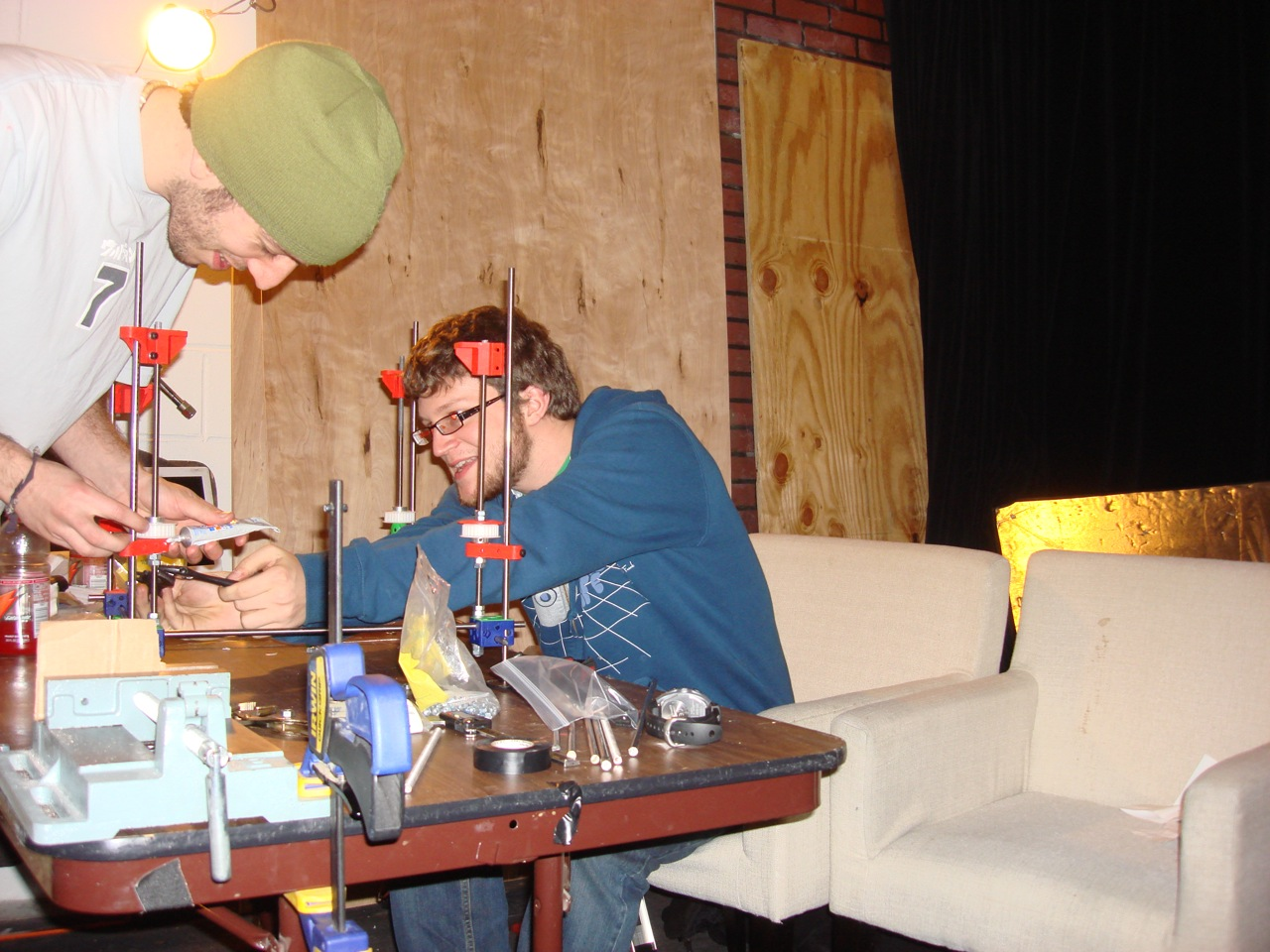
Due ragazzi che costruiscono una RepRap

Ci sono diversi modi per costruire una RepRap o una Repstrap. Quanto segue è scritto in modo tale da minimizzare le conoscenze e gli strumenti necessari.
La RepRap è stata attentamente studiata per utilizzare solo componenti che possono essere costruiti con una RepRap, in aggiunta ad altri componenti economici. È stata anche progettata per richiedere modeste capacità manuali per l'assemblaggio. L'unico punto critico è trovare qualcuno che fornisca quei componenti che devono essere realizzati a loro volta con una RepRap.
I Cloni RepStrap Darwin sono copie RepRap abbastanza accurate del tipo Darwin, ma i componenti creati da RepRap sono sostituiti da componenti creati in un modo diverso, magari in plastica stampata, in acrilico o compensato tagliato al laser. Normalmente, le componenti di queste macchine sono intercambiabili con le parti "RepRappate" della Darwin.
Ci sono anche altre RepStrap in grado di fabbricare componenti di RepRap (Darwin) ma che non sono strutturalmente simili alla Darwin.
Se è la prima RepRap che si costruisce bisogna considerare le seguenti opzioni:
- Se si è in contatto con qualcuno che può stampare i componenti RepRap sulla propria RepRap, o su qualche altra stampante 3D, bisogna scegliere la RepRap Classica.
- Se invece non si può avere accesso ad una stampante 3D, ci sono 3 opzioni:

1. Si può costruire una Darwin Classica, ma si dovrà utilizzare qualche servizio commerciale che stampi le componenti, e il costo di queste sole componenti potrebbe facilmente arrivare a oltre 1000$, a seconda degli accordi che si riusciranno a stabilire. Questa è, probabilmente, l'opzione più costosa[19].
2. Si può costruire un Clone RepStrap Darwin, acquistando un kit in acrilico a taglio laser da "Bits from Bytes" oppure fabbricando alcune parti autonomamente. Questa opzione sta diventando quella più comune, specialmente perché è possibile acquistare un kit a taglio laser da Vectorealism in Italia. Questa è un'opzione più economica della precedente[19].
3. Costruire una RepStrap non Clone, che non ha lo stesso telaio della Darwin, come la McWire, che usa tubi come telaio. Questa opzione è di solito la più economica, ma ogni scelta ha i suoi punti deboli. La cosa buona è che quando sono finite, possono tutte stampare componenti per costruire una Darwin Classica. Le parti elettroniche sono compatibili con la Darwin così che non occorre comprarne altre[19].

La RepRap (che può costruire sé stessa) e la RepStrap (che può costruire qualcosa che a sua volta può costruire sé stessa) possono essere suddivise in diversi sottosistemi:
- Software per la creazione di oggetti
- Software per il controllo del sistema
- Estrusore termoplastico
- Sistema di posizionamento (Bot Cartesiano)
- Elettronica di controllo per il sistema di posizionamento

### Software per la creazione di oggetti

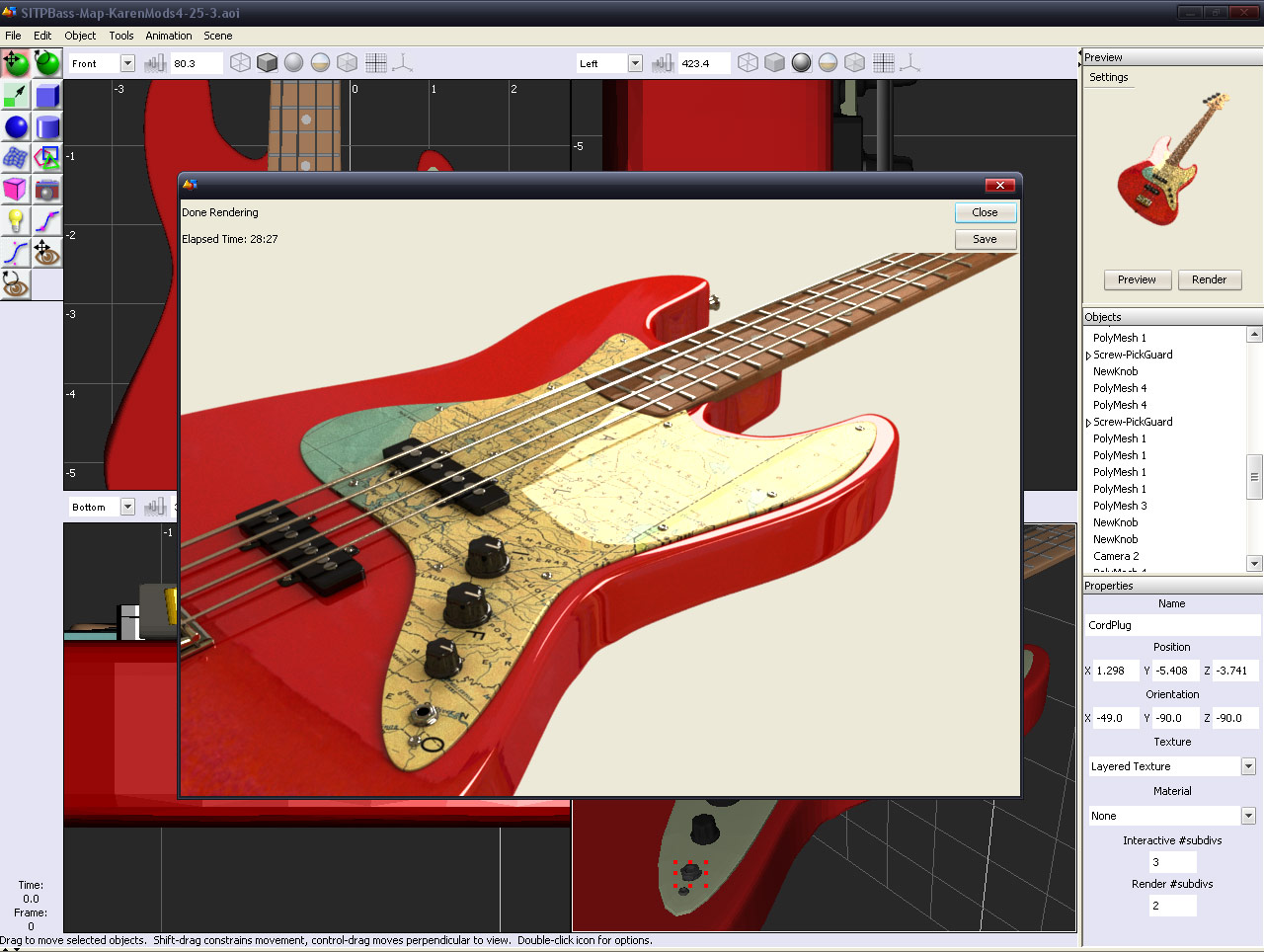
Il software Art of Illusion per creare gli oggetti che devono essere stampati

Art of Illusion è il software consigliato per disegnare gli oggetti che devono poi essere stampati. Non è un CAD ma è semplice da usare. Il software permette di creare e manipolare oggetti 3D. Questi oggetti possono essere memorizzati nel formato file STL. I file STL sono quelli utilizzati nella prototipazione rapida e possono essere stampati come oggetti reali 3D con una stampante 3D.
Il software è libero (GNU GPL versione 2) ed è disponibile per macOS, Windows e Linux. Se lo si vuol provare senza installarlo, è disponibile abbinato nella distribuzione Linux in versione liveCD insieme al resto del software ospitato per il progetto RepRap.

### Software per il controllo del sistema
La RepRap è controllata via USB oppure con interfaccia RS-232..
Esiste anche una variante RepRap che permette di stampare un oggetto da un file salvato su una scheda di memoria SD.

### Estrusore termoplastico

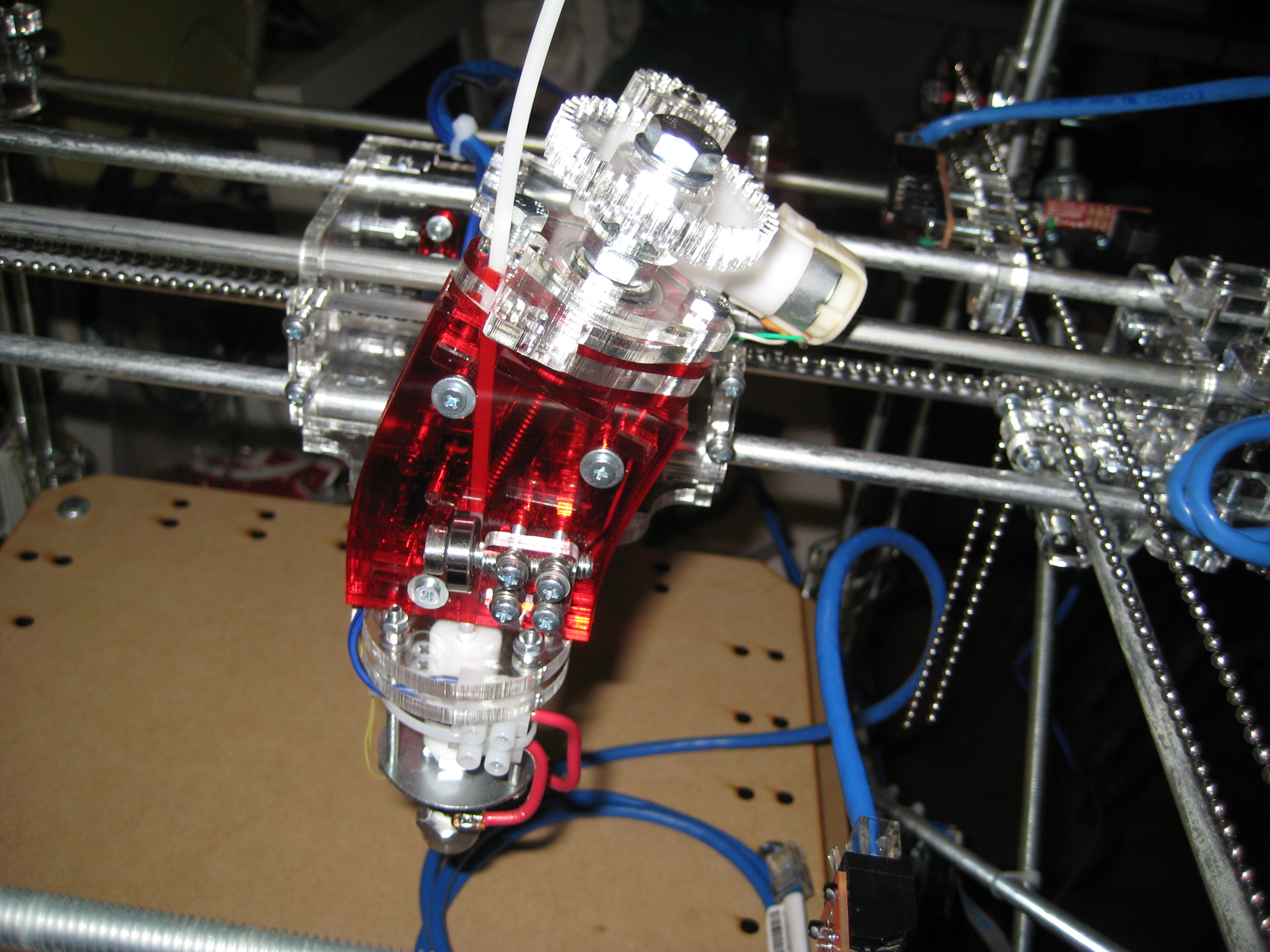
Estrusore termoplastico di Ponoko per RepRap

Ci sono tre diversi estrusori che in ultima analisi svolgono la stessa funzione. C'è l'estrusore "ufficiale" che può essere fatto con un'altra RepRap. Esistono anche dei kit, prodotti in massa, così che sia più facile iniziare a stampare i primi oggetti. I kit sono studiati per essere intercambiabili con l'estrusore ufficiale.
- Estrusore termoplastico "RepRappabile"

Può essere realizzato sia con un'altra RepRap che con un prototipatore rapido commerciale. Ci sono altri metodi per realizzarlo, ma queste sono le opzioni più semplici. Alcuni li hanno realizzati con lavorazioni in alluminio o plastica. Altri realizzando degli stampi per colate in resina. Questo vale solo per le parti principali dell'estrusore, mentre la vite guida e altre parti meccaniche devono essere acquistate o costruite con degli attrezzi.
- Kit acquistabili da Bits from Bytes

C'è un kit estrusore (in acrilico a taglio laser) reso disponibile da Bits from Bytes, con sede nel Regno Unito. Le istruzioni di montaggio sono disponibili nell'area "Istruzioni di montaggio" del relativo sito web. Nella sezione "Tutorials" sono invece presenti alcuni video del procedimento di costruzione.
- Kit acquistabili da Ponoko[22] Un kit estrusore (in compensato a taglio laser) sarà reso disponibile tramite Ponoko, che ha sede negli Stati Uniti[19].

### Sistema di posizionamento (Bot Cartesiano)
Il sistema di posizionamento è la parte più ingombrante di una RepRap. È ciò che muove la testina dell'estrusore sul piano di lavoro. Ci sono dei kit disponibili da Bits from Bytes: il kit completo, "Silver" o "Gold", contiene tutti i componenti necessari a costruire un sistema di posizionamento ed un estrusore. Come per l'estrusore, le istruzioni di montaggio sono disponibili nell'area "Istruzioni di montaggio" del sito web.

### Elettronica di controllo per il sistema di posizionamento
Attualmente l'elettronica non viene fornita in forma preassemblata, così che la saldatura dei componenti sulla scheda dovrà essere effettuata da sé.
La RepRap Research Foundation produce dei kit di componenti elettronici. Il Complete Arduino Electronics Kit, ordinato insieme al microcontrollore Arduino e al cavo USB, contiene tutti i componenti elettronici richiesti per il sistema di posizionamento. Il sito principale RepRap contiene guide per costruire ognuna delle schede contenute nel kit.

## Cronologia

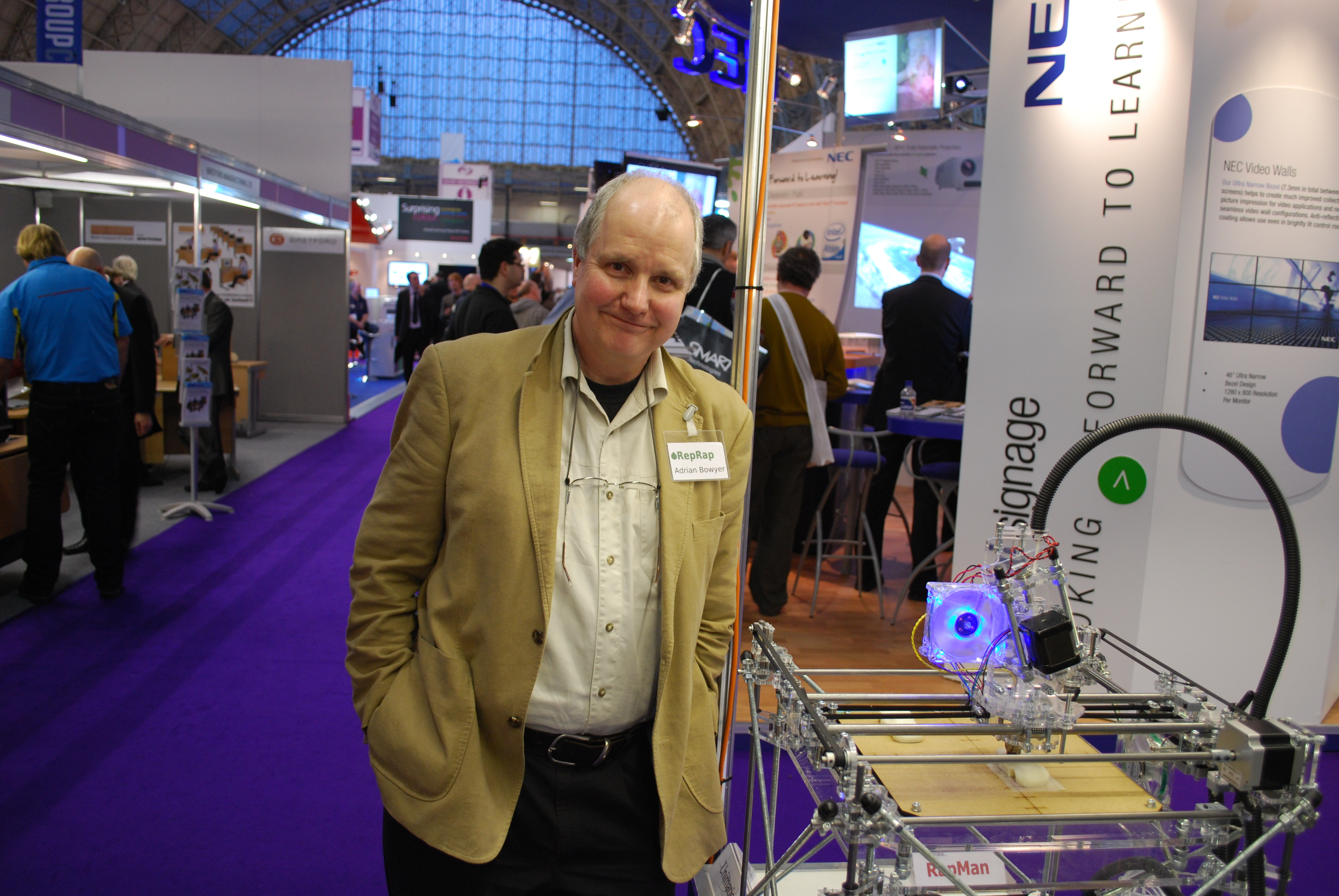
Adrian Bowyer, al BETT 2009 di Londra

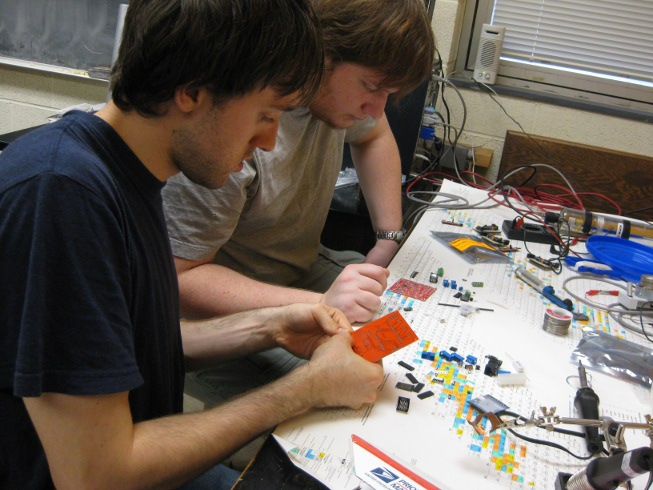
Membri del movimento Open Source Ecology che costruiscono una RepRap

Al Klimaforum09 di Copenaghen il partito pirata svedese promuove l'uso di una stampante RepRap

- 23 marzo 2005 - Nasce il blog RepRap.
- 13 settembre 2006 - Il prototipo RepRap 0.2 stampa con successo la prima parte di se stesso, parte che in seguito verrà usata per rimpiazzare una componente identica creata originariamente da una stampante 3D commerciale.
- 9 febbraio 2008 - RepRap 1.0 Darwin arriva ad aver prodotto con successo almeno un esemplare di più della metà del totale delle sue parti.
- 14 aprile 2008 - Vede la luce il primo oggetto prodotto da RepRap per l'utente finale, un sostegno per tenere l'iPod in sicurezza nel cruscotto di una Ford Fiesta.
- 4 giugno 2008 - Al Cheltenham Science Festival di Cheltenham, nel Regno Unito, viene presentate la stampante 3D Reprap; può solo riprodurre parti in plastica e costa 600$, inoltre il risultato prodotto dalla stampante va in parte completato a mano[24][25].
- 23 settembre 2008 - A tale data, risultano almeno 100 copie prodotte in vari paesi. Il numero esatto di RepRap in circolazione al momento non è conosciuto[26].
- settembre 2008 - La stampante 3D del progetto RepRap creata da alcuni torinesi è in mostra al C.stem 2008 a Torino[27].
- 30 novembre 2008 - Avviene la prima replicazione documentata non in laboratorio. La replicazione è fatta da Wade Bortz, primo utente esterno al gruppo di sviluppatori[28].
- Il 14 gennaio 2009, alla fiera informatica BETT 2009 di Londra, Ian Adkins di Bits form Bytes espone la sua ultima RepRap[29].
- Da marzo 2009 inizia una collaborazione con Marcin Jakubowski, fondatore di Open Source Ecology, movimento per la decentralizzazione delle tecnologie perché tutti le possano usare, per rifornire di stampanti 3D il progetto Factor e Farm che ha l'obiettivo di realizzare in pratica la teoria dell'Ecologia Open Source[30][31].
- 20 aprile 2009 - Annuncio della produzione automatica della prima scheda con circuiti elettronici tramite RepRap[32].
- 2 ottobre 2009 - Il progetto di seconda generazione, chiamato Mendel, stampa la sua prima parte. La forma di Mendel assomiglia a un prisma triangolare piuttosto che a un cubo.
- 13 ottobre 2009 - RepRap 2.0 Mendel è completata[33] e rilasciata al pubblico[34].
- dicembre 2009 - Al Klimaforum09 di Copenaghen il partito pirata svedese promuove l'uso di una stampante RepRap[35].
- 27 gennaio è 2010 - L'istituto Foresight presenta il "Premio all'Innovazione Umanitaria Kartik M. Gada", per il progetto e la costruzione di una RepRap migliorata. I premi sono due: uno da 20.000$ e uno da 80.000$.
- 31 agosto 2010: La terza generazione di RepRap, è ufficialmente chiamata "Huxley". Lo sviluppo è basato su una versione miniaturizzata dell'Hardware di Mendel con il 30% del volume di stampa originale[36].
- 17 agosto 2021 RepRap crea uno script in Python per FreeCAD che genera automaticamente l'intero raggio sotto forma di un modello stampabile in 3D.[37]

## Limitazioni dell'auto-replicazione
Secondo la visione attuale sembra che, nell'immediato futuro, RepRap sarà in grado di costruire autonomamente gran parte delle sue componenti meccaniche, utilizzando in modo equo risorse di basso livello; però avrà ancora bisogno di supporti esterni per la produzione di diversi componenti al momento non replicabili, come sensori, motori passo-passo o microcontrollori. Una certa percentuale di tali dispositivi dovrà essere prodotta in modo indipendente dal processo di autoreplicazione di RepRap. L'obiettivo è comunque di avvicinarsi asintoticamente ad una replicazione del 100% tramite una serie di evoluzioni generazionali.
Ad esempio, fin dall'inizio del progetto, il team di RepRap ha esplorato una varietà di approcci per integrare, all'interno del prodotto, dei mezzi conduttori di elettricità. Avere successo in questa iniziativa aprirebbe la porta all'inclusione, nei prodotti RepRap, di cavi elettrici, circuiti stampati e persino motori passo-passo. Variazioni della natura dei mezzi conduttori di elettricità prodotti potrebbero generare componenti elettrici con funzioni diverse dalla mera conduttività, non diversamente da quanto è stato fatto negli anni '40 con il circuito spruzzato di John Sargrove (noto anche come Electronic Circuit Making Equipment o ECME).
Un altro componente sono le barre filettate per i movimenti lineari. È attualmente area di ricerca la possibilità di rimpiazzarle con dei meccanismi di Sarrus auto-replicati.

## Membri del progetto
- Sebastien Bailard, in Ontario.

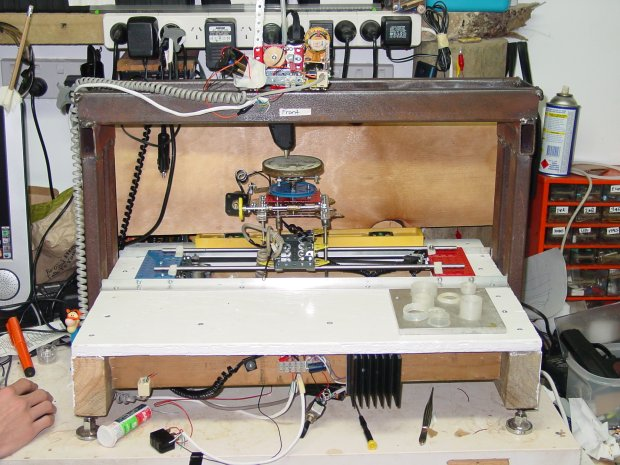
Repstrap Meccano del prototipo RepRap 0.1 (creato da Vik Olliver).

- Dottor Adrian Bowyer, Senior Lecturer nel Dipartimento di Ingegneria Meccanica dell'Università di Bath.
- Michael S. Hart, creatore del Progetto Gutenberg, in Illinois.
- Dr. Forrest Higgs, Brosis Innovations, Inc. in California.
- Rhys Jones, laureato del dipartimento di Ingegneria Meccanica alla Università di Bath.
- James Low, laureato del dipartimento di Ingegneria Meccanica alla Università di Bath.
- Simon McAuliffe, in Nuova Zelanda.
- Vik Olliver, Diamond Age Solutions, Ltd. in Nuova Zelanda.[38]
- Ed Sells, laureato del dipartimento di Ingegneria Meccanica alla Università di Bath.
- Zach Smith, Negli Stati Uniti.
- Erik de Bruijn, nei Paesi Bassi[39].

## Sponsor del progetto
- Reece Arnott
- The Bath University Innovative Manufacturing Research Centre (Centro ricerche di produzione innovativa dell'Università di Bath)[40]
- The Engineering and Physical Sciences Research Council (Consiglio di ricerca in Ingegneria e Scienze fisiche)[41]
- The Fluorocarbon Co. Ltd.[42]
- Michael Ingram
- Lukasz Kaiser
- The Nuffield Foundation (Fondazione Nuffield)
- Carl Witty

## Varianti
In Italia il gruppo Team Kent's Strapper ha creato la stampante Galileo 3D basandosi sulla Prusa Mendel (Variante della Mendel creata da uno studente di Praga: Josef Prusa).
A giugno 2012 è quasi stata sviluppata la Galileo 2.0.
Un'altra stampante derivata dalla Prusa Mendel è la 3Drag, sviluppata da Futura Elettronica. 3Drag è caratterizzata dalla struttura in alluminio che la rende leggera e allo stesso tempo molto stabile. Particolare attenzione merita l'elettronica sviluppata partendo dalla scheda  Arduino.